# Verhnii Turiv, Turka
Verhnii Turiv (în ucraineană Верхній Турів) este un sat în comuna Nîjnii Turiv din raionul Turka, regiunea Liov, Ucraina.

## Demografie
Componența lingvistică a localității Verhnii Turiv
     Ucraineană (99,79%)
Conform recensământului din 2001, majoritatea populației localității Verhnii Turiv era vorbitoare de ucraineană (99,79%), existând în minoritate și vorbitori de alte limbi.